# Kate Havnevik
Kate Havnevik, née le 27 octobre 1975 à Oslo, est une auteur-compositrice-interprète norvégienne.
Son premier album Melankton est sorti en mars 2006 sur Itunes et en avril 2006 dans les bacs norvégiens avant d'être diffusé dans le monde entier au cours de l'année 2006. Sa musique est utilisée dans des séries télévisées telles que Grey's Anatomy («New Day» dans l'épisode 16 de la saison 14), The O.C.et The West Wing.

## Biographie
Kate Havnevik est la fille d'Andrew Cunningham et Lotte Havnevik, tous deux flûtistes de formation classique. Kate joue du piano, de la guitare et du mélodica, parmi d'autres instruments. Jeune, elle souhaite devenir une musicienne en jazz et classique, mais à 14 ans elle rejoint un groupe de punk rock féminin et joue dans au Blitz, un club occupé illégalement à Oslo. Après cela, elle s'intéresse à la fusion entre musique classique et électronique.
En 1994, Kate Havnevik part en Angleterre et étudie la musique et la composition à Liverpool. Elle s'installe ensuite à Londres. En 2001, elle contacte Guy Sigsworth, producteur ayant collaboré avec Imogen Heap, Madonna, Britney Spears et Björk. Sigsworth finit par accepte de travailler avec Havnevik et de co-écrire des chansons avec elle.
En 2006, elle sort son premier album, Melankton, mêlant sonorités Trip Hop et Electronica. Le titre de l'album est inspiré par un personnage d'un livre norvégien et peut également être traduit par "Black Rose". 
Kate Havnevik a également collaboré avec Marius De Vries, Yoad Nevo, Carmen Rizzo, et Petter Haavik .
Elle a contribué aux albums de Röyksopp The Understanding et Röyksopp's Night Out. Sur The Understanding, elle a co-écrit et chanté sur les morceaux « Only This Moment » et « Circuit Breaker ».
Kate publie ses albums sur son propre label «Continentica Records».

## Discographie

### Albums
- Melankton (en) (2006)
- You (2011)
- Residue (2014)
- &i (2015)